# Pintarroxo-trombeteiro

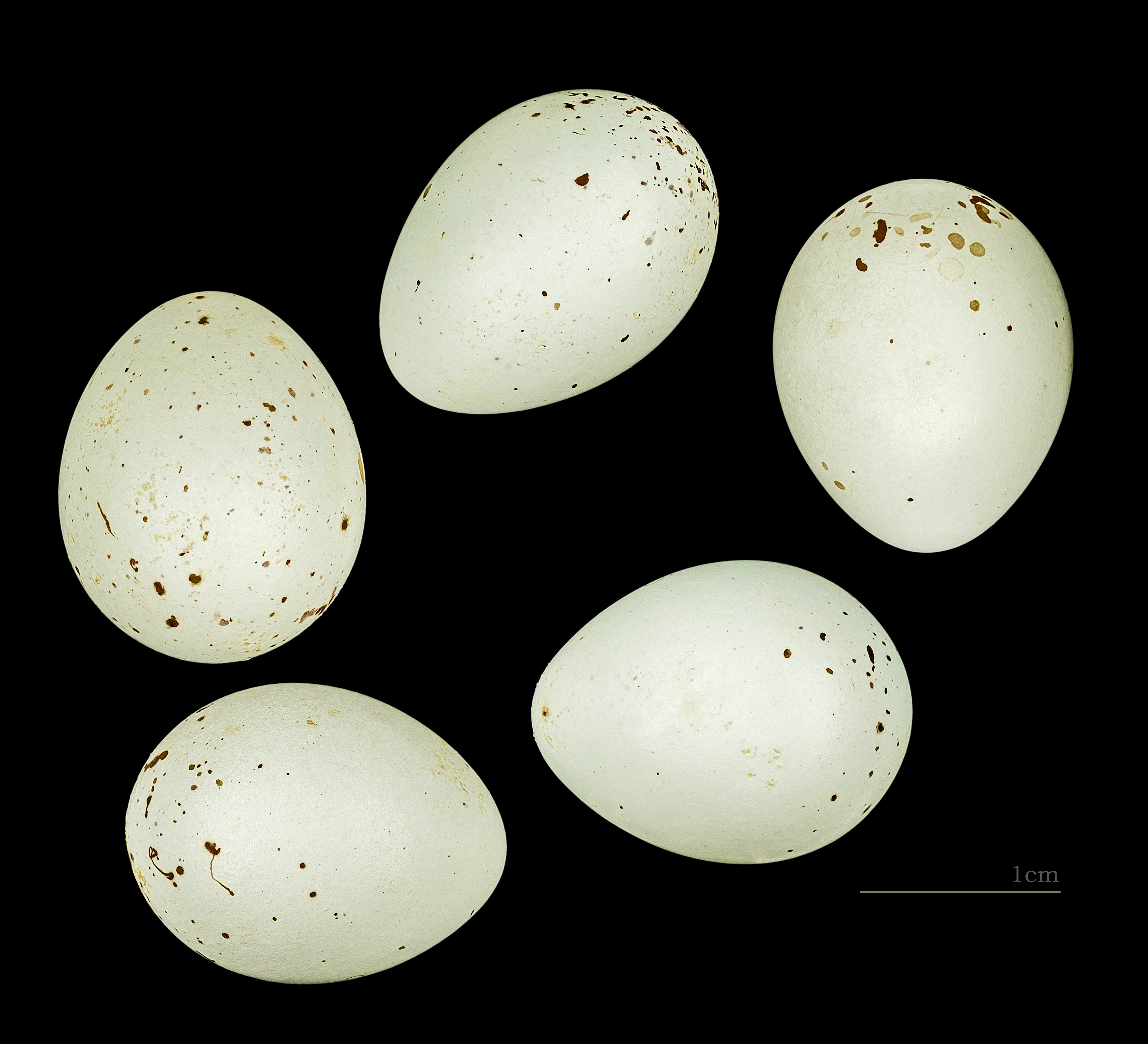
Bucanetes githagineus amantum MHNT

Pintarroxo-trombeteiro ou trombeteiro-mourisco (Bucanetes githagineus) é uma ave da família Fringillidae. Caracteriza-se pela plumagem com tons de rosa e cinzento e pelo espesso bico rosado.
É uma ave característica de zonas desérticas, que se distribui principalmente pelo norte de África, tendo também uma pequena população no extremo sueste de Espanha (Almeria).